# Lapholyvaformák
A lapholyvaformák (Piestinae) a rovarok (Insecta) osztályában  a holyvafélék (Staphylinidae) családjának kis fajszámú alcsaládja. Nevüket erősen lapított testalkatukról kapták. Magyarországon egy nembe tartozó 2 fajuk él.

## Jellemzőik
A lapholyvaformák kis méretű (2–5 mm), nyújtott, lapos testű bogarak. Fejük és előtoruk felülete sima, nem rovátkolt (de sekély bordák lehetnek rajta). Homlokuk gyakran kidudorodó; szarvakat viselhet. Csápjuk fonal, sokszor feltűnően hosszú. Előtoruk általában szélesebb, mint a szárnyfedők együttes hossza. Potrohuk lapos, megnyúlt, szegélyei felhajlóak. Lábuk viszonylag rövid, lábfejképletük 5-5-5.

## Elterjedésük
Túlnyomórészt trópusi elterjedésű alcsalád, a fajok zöme Délkelet-Ázsia és Dél-Amerika területén él. Jelenleg 7 nembe sorolt mintegy 140 fajuk ismert.
Magyarországon egy nembe tartozó 2 faj előfordulása bizonyított.

## Életmódjuk
A fajok nagy része erdős területeken él, ahol is fákban farontó rovarok járataiban, fák leváló kérge alatt tartózkodnak. Ezen speciális életterüket több más, rendszertanilag eltérő besorolású, de részben hasonló testalkatú bogárfajjal (skarlátbogár, hosszúcsápú lapbogár, szalagos héjbogár) osztják meg.
Táplálkozási szokásaik nem teljesen ismertek, de valószínűleg gombafonalakkal táplálkoznak vagy ragadozók.

## Rendszerezés
Eupiestus
Hypotelus (Erichson, 1839)
Parasiagonum
Piestoneus
Piestus (Gravenhorst, 1806)
Siagonium (Kirby et Spence, 1815)
Prognathoides

## Magyarországi fajaik
Vállfoltos lapholyva (Siagonium humerale) (Germar, 1835)
Négyszarvú lapholyva (Siagonium quadricorne) (Kirby et Spence, 1815)